# یواس‌اس گرینلینگ (اس‌اس‌ان-۶۱۴)
یواس‌اس گرینلینگ (اس‌اس‌ان-۶۱۴) (به انگلیسی: USS Greenling (SSN-614)) یک زیردریایی بود که طول آن ۲۹۲ فوت ۳ اینچ (۸۹٫۰۸ متر) بود. این زیردریایی در سال ۱۹۶۴ ساخته شد.